# Francis La Flesche
Francis Laflesche o Zhogaxe (Reserva india Omaha, 1857 – Macy, Nebraska, 1932) fue un antropólogo estadounidense de etnia omaha que trabajó para la Smithsonian Institution como investigador y traductor de la antropóloga Alice Cunningham Fletcher. Algunas de sus grabaciones se hallan en la Biblioteca del Congreso.

## Biografía
De ascendencia omaha, ponca y francesa, su padre era el jefe omaha Joseph LaFlesche (Iron Eye), estudió derecho en la Universidad George Washington, en los años 1910, se formó como antropólogo en el Bureau of American Ethnology.
En 1879 el juez Elmer Dundy decretó que los amerindios era ciudadano según la constitución (Standing Bear v. Crook), en 1908 La Flesche junto con Cadman y Nelle Richmond Eberhart crearon una especie de ópera basada en los cuentos omaha.

## Obra
- 1900, The Middle Five: Indian Boys at School (memoria)
- 1911, The Omaha Tribe, con Alice Cunningham Fletcher
- 1912, Da O Ma
- 1914/-1915/1921, The Osage Tribe: Rite of Chiefs
- 1917-1918/1925, The Osage Tribe: the Rite of Vigil
- 1925-1926/1928, The Osage Tribe: Two Versions of the Child-Naming Rite
- 1927-1928/1930, The Osage Tribe: Rite of the Waxo'be
- 1932, Dictionary of the Osage Language
- 1939, War Ceremony and Peace Ceremony of the Osage Indians,
- 1999, The Osage and the Invisible World
- 1998 Ke-ma-ha: The Omaha Stories